# Arxius de lesbianes June L. Mazer
Els arxius de lesbianes June L. Mazer són un arxiu local dedicat a recollir, protegir i conservar la història de les dones lesbianes i feministes. Els arxius van ser fundats el 1981 com a West Coast Lesbian Collections (WCLC) per Lynn Fonfa i Cherrie Cox a Oakland, Califòrnia.
Després d'establir una junta directiva, el WCLC va rebre l'estatus d'entitat sense ànim de lucre 501(c)(3). El 1985, el WCLC es va traslladar al sud de Califòrnia amb l'ajuda del Centre de dones Connexxus, Jean Conger, i el grup de treball gai i lèsbic de la ciutat de West Hollywood, i va ser mantingut a la casa de June L. Mazer i la seva parella Nancy "Bunny" MacCulloch a Altadena, Califòrnia. Les dues dones van ser custòdies del WCLC fins a la mort de Mazer per càncer el 1987. MacCulloch després va canviar el seu nom a June L. Mazer Lesbian Archives i va continuar gestionant la col·lecció amb l'ajuda de voluntàries. El 28 de novembre de 1988, els arxius Mazer es van traslladar des d'Altadena a l'edifici Werle, un espai donat per la ciutat de West Hollywood. L'any següent, va rebre l'estatus sense ànim de lucre 501(c)(3).
El 1989, els Arxius Mazer van crear una associació de divulgació i creació de col·leccions amb el Centre d'Estudi de la Dona de la UCLA i el Departament de Col·leccions Especials de la Biblioteca de la UCLA de la Biblioteca de Recerca Charles E. Young. El 2011, va ser coamfitrió de la 3a Conferència sobre Arxius, Biblioteques, Museus i Col·leccions Especials LGBT. I el 2015, Wolfe Video va fer una donació de 100 pel·lícules de lesbianes als arxius.
El June L. Mazer Lesbian Archives es descriu com "l'únic arxiu d'aquest costat del continent que es dedica exclusivament a preservar la història lesbiana. . . Els arxius es comprometen a reunir i preservar materials de i sobre lesbianes i feministes de totes les classes, ètnies, races i experiències." Té el suport de finançament de donants privats i de la ciutat de West Hollywood, i ha estat dirigit estrictament per voluntaris des de 1985.